# Antonio Barragán Fernández
Antonio Barragán Fernández (Pontedeume, 12 de juny de 1987) és un exfutbolista professional gallec que jugava com a defensa.